# Aldeanueva del Camino
Aldeanueva del Camino è un comune spagnolo di 848 abitanti situato nella comunità autonoma dell'Estremadura.

## Storia
Il trattato di Sahagún del 1170 divise il centro abitato di antica origine romana in due comunità distinte: Casas de Aldeanueva, appartenente al Regno di Castiglia, e Aldeanueva del Camino, soggetta al Regno di León. Dal punto di vista ecclesiastico la parte castigliana era soggetta alla diocesi di Plasencia, mentre la parte leonese era sottoposta alla diocesi di Coria.
Così le due parrocchie di Nuestra Señora del Olmo e di San Servando per diversi secoli e fino al 1958 sono appartenute a due diocesi differenti: la prima a quella di Plasencia, la seconda a quella di Coria. Dal 1958 entrambe fanno parte della diocesi di Coria-Cáceres.